# Mazille
Mazille est une commune française située dans le département de Saône-et-Loire, en région Bourgogne-Franche-Comté.

## Géographie
La commune est située dans le Clunisois, à moins de 10 km à vol d'oiseau au sud-ouest de la ville de Cluny.
Sur le territoire de la commune est partiellement implantée une forêt domaniale : la forêt des Trois-Monts (contenance totale : 487,65 ha), majoritairement peuplée de feuillus.
Le village occupe le déclin d'un plateau tourné au levant et abrupt du nord au sud. Il a conservé son réseau de rues toutes perpendiculaires à la pente, sauf la grande rue au sud.

### Climat
Pour des articles plus généraux, voir Climat de la Bourgogne-Franche-Comté et Climat de Saône-et-Loire.
En 2010, le climat de la commune est de type climat océanique dégradé des plaines du Centre et du Nord, selon une étude du Centre national de la recherche scientifique s'appuyant sur une série de données couvrant la période 1971-2000. En 2020, Météo-France publie une typologie des climats de la France métropolitaine dans laquelle la commune est dans une zone de transition entre le climat semi-continental et le climat de montagne et est dans une zone de transition entre les régions climatiques « Centre et contreforts nord du Massif Central » et « Bourgogne, vallée de la Saône ».
Pour la période 1971-2000, la température annuelle moyenne est de 11 °C, avec une amplitude thermique annuelle de 17,5 °C. Le cumul annuel moyen de précipitations est de 934 mm, avec 11,4 jours de précipitations en janvier et 7,5 jours en juillet. Pour la période 1991-2020, la température moyenne annuelle observée sur la station météorologique de Météo-France la plus proche, « Jalogny_sapc », sur la commune de Jalogny à 4 km à vol d'oiseau, est de 11,2 °C et le cumul annuel moyen de précipitations est de 873,4 mm. 
La température maximale relevée sur cette station est de 39,6 °C, atteinte le 12 août 2003 ; la température minimale est de −21,6 °C, atteinte le 17 janvier 1985,,.
Les paramètres climatiques de la commune ont été estimés pour le milieu du siècle (2041-2070) selon différents scénarios d'émission de gaz à effet de serre à partir des nouvelles projections climatiques de référence DRIAS-2020. Ils sont consultables sur un site dédié publié par Météo-France en novembre 2022.

## Urbanisme

### Typologie
Au 1er janvier 2024, Mazille est catégorisée commune rurale à habitat dispersé, selon la nouvelle grille communale de densité à sept niveaux définie par l'Insee en 2022.
Elle est située hors unité urbaine. Par ailleurs la commune fait partie de l'aire d'attraction de Mâcon, dont elle est une commune de la couronne,. Cette aire, qui regroupe 105 communes, est catégorisée dans les aires de 50 000 à moins de 200 000 habitants,.

### Occupation des sols
L'occupation des sols de la commune, telle qu'elle ressort de la base de données européenne d’occupation biophysique des sols Corine Land Cover (CLC), est marquée par l'importance des territoires agricoles (68,8 % en 2018), en diminution par rapport à 1990 (69,8 %). La répartition détaillée en 2018 est la suivante : prairies (55,4 %), forêts (26,9 %), zones agricoles hétérogènes (13,4 %), zones urbanisées (4,1 %), mines, décharges et chantiers (0,2 %). L'évolution de l’occupation des sols de la commune et de ses infrastructures peut être observée sur les différentes représentations cartographiques du territoire : la carte de Cassini (XVIIIe siècle), la carte d'état-major (1820-1866) et les cartes ou photos aériennes de l'IGN pour la période actuelle (1950 à aujourd'hui).

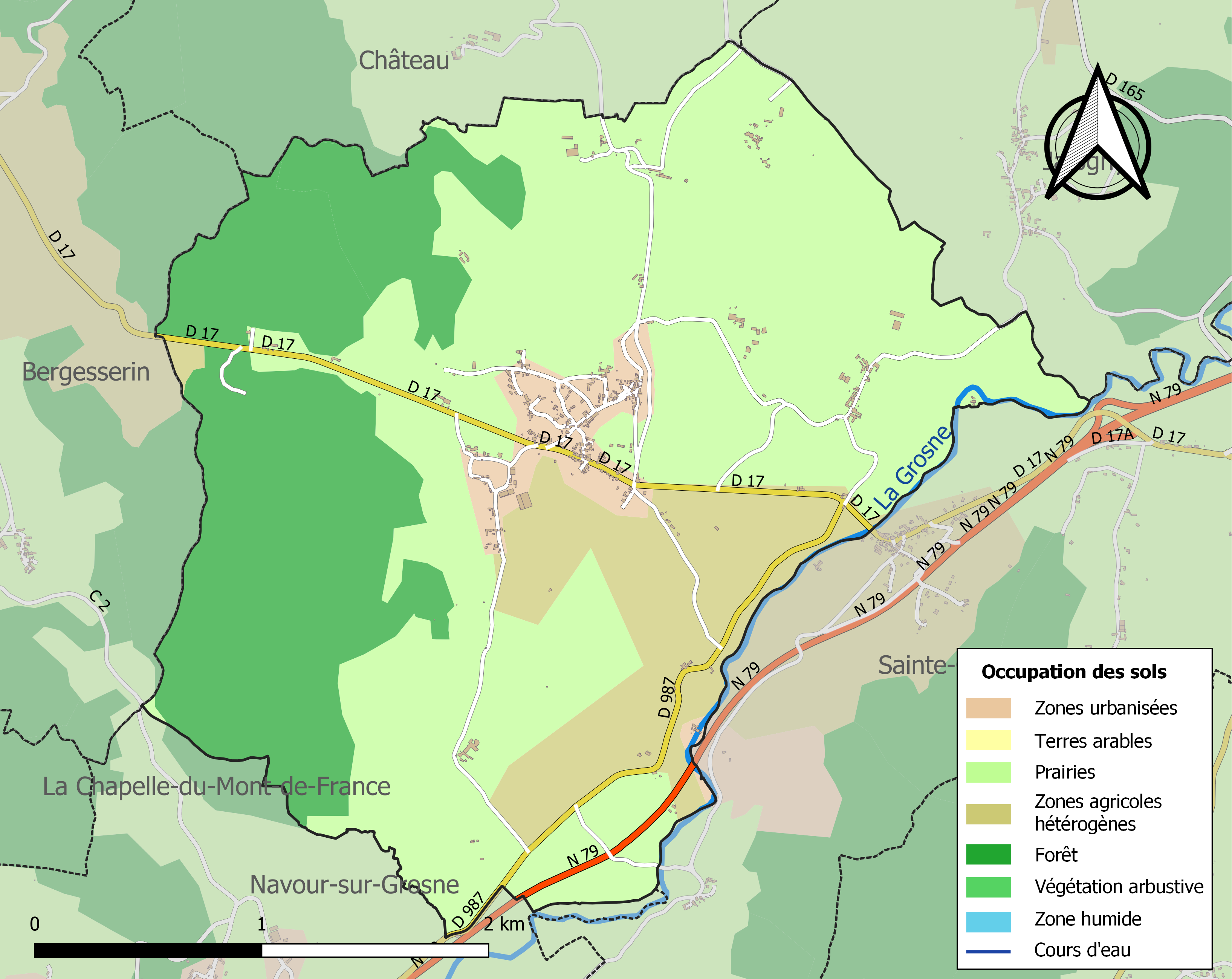
Carte des infrastructures et de l'occupation des sols de la commune en 2018 (CLC).

## Économie
Le territoire de la commune, de nos jours, est très majoritairement recouvert de prairies destinées à l'élevage des bœufs blancs de la race charolaise.

## Histoire
La première mention de Mazille figure dans un acte de 893.
Vingt années après la fondation de Cluny, la veuve d’un vicomte de Mâcon fit don aux moines de tous ses acquêts dans le secteur de Mazille.
Ce domaine s’enrichit, en 962/963, par l’église paroissiale Saint-Julien – rebaptisée Saint-Blaise probablement au XIIe siècle – qui est confiée à Cluny par l’évêque de Mâcon Adon. Mazille apparaît ensuite régulièrement dans des listes, bulles et chartes des Xe, XIe et XIIe siècles : l’endroit semble important, on y passe essentiellement des actes.
En 1103 s’y tient même un synode, auquel assistent les évêques d’Autun, de Mâcon et de Belley, trois prélats anglais (les évêques de Thetford et de Chester, l’archevêque d’York), ainsi que le légat du pape Pascal II Milon de Préneste ! Un établissement de grande ampleur se dressait selon toute vraisemblance déjà à Mazille.
Constitué en doyenné clunisien, Mazille est donc un des lieux qui fournit le monastère en subsistances. Bien que les revenus en argent de Mazille restent modestes, les productions de vin et de bois, mais surtout de céréales (avoine, blé, seigle) sont très importantes. À partir du XIIIe siècle, la documentation relative à Mazille disparaît. Grâce à la Chronique militaire de la guerre de Cent Ans, on apprend que Raymond de Cadoëne fortifie le site, mais les Armagnacs s’en emparent en 1430 et s'en servent comme base pour multiplier les incursions dans la région. Un an plus tard, c’est Louis de Chalon, prince d’Orange, qui reprend Mazille, et en 1443, une partie de ses troupes en direction de Marcigny y loge…
Centre d'exploitation agricole important, lieu de passation d’actes, de tenue de plaids de justice, logis égalant les équipements résidentiels de l’abbaye proche – donc ayant sûrement accueilli de grandes suites -, point militaire stratégique, l’établissement de Mazille représente bien la plurifonctionnalité propre aux doyennés clunisiens de Bourgogne du Sud.

## Politique et administration
| Période                                  | Période   | Identité            | Étiquette | Qualité |
| ---------------------------------------- | --------- | ------------------- | --------- | ------- |
| mars 1983                                | mars 2008 | Guy Bachelet        |           |         |
| mars 2008                                | en cours  | Jean-Marc Chevalier |           |         |
| Les données manquantes sont à compléter. |           |                     |           |         |

## Démographie
L'évolution du nombre d'habitants est connue à travers les recensements de la population effectués dans la commune depuis 1793. Pour les communes de moins de 10 000 habitants, une enquête de recensement portant sur toute la population est réalisée tous les cinq ans, les populations de référence des années intermédiaires étant quant à elles estimées par interpolation ou extrapolation. Pour la commune, le premier recensement exhaustif entrant dans le cadre du nouveau dispositif a été réalisé en 2006.

En 2022, la commune comptait 401 habitants, en évolution de +3,35 % par rapport à 2016 (Saône-et-Loire : −1,06 %, France hors Mayotte : +2,11 %).
| 1793 | 1800 | 1806 | 1821 | 1831 | 1836 | 1841 | 1846 | 1851 |
| ---- | ---- | ---- | ---- | ---- | ---- | ---- | ---- | ---- |
| 571  | 550  | 603  | 619  | 660  | 618  | 593  | 621  | 609  |

| 1856 | 1861 | 1866 | 1872 | 1876 | 1881 | 1886 | 1891 | 1896 |
| ---- | ---- | ---- | ---- | ---- | ---- | ---- | ---- | ---- |
| 594  | 575  | 571  | 538  | 550  | 523  | 519  | 504  | 464  |

| 1901 | 1906 | 1911 | 1921 | 1926 | 1931 | 1936 | 1946 | 1954 |
| ---- | ---- | ---- | ---- | ---- | ---- | ---- | ---- | ---- |
| 434  | 469  | 430  | 435  | 483  | 431  | 422  | 365  | 329  |

| 1962 | 1968 | 1975 | 1982 | 1990 | 1999 | 2006 | 2011 | 2016 |
| ---- | ---- | ---- | ---- | ---- | ---- | ---- | ---- | ---- |
| 335  | 343  | 359  | 376  | 359  | 376  | 401  | 398  | 388  |

| 2021 | 2022 | - | - | - | - | - | - | - |
| ---- | ---- | - | - | - | - | - | - | - |
| 387  | 401  | - | - | - | - | - | - | - |

## Lieux et monuments
Sur le territoire de la commune sont notamment implantés : 

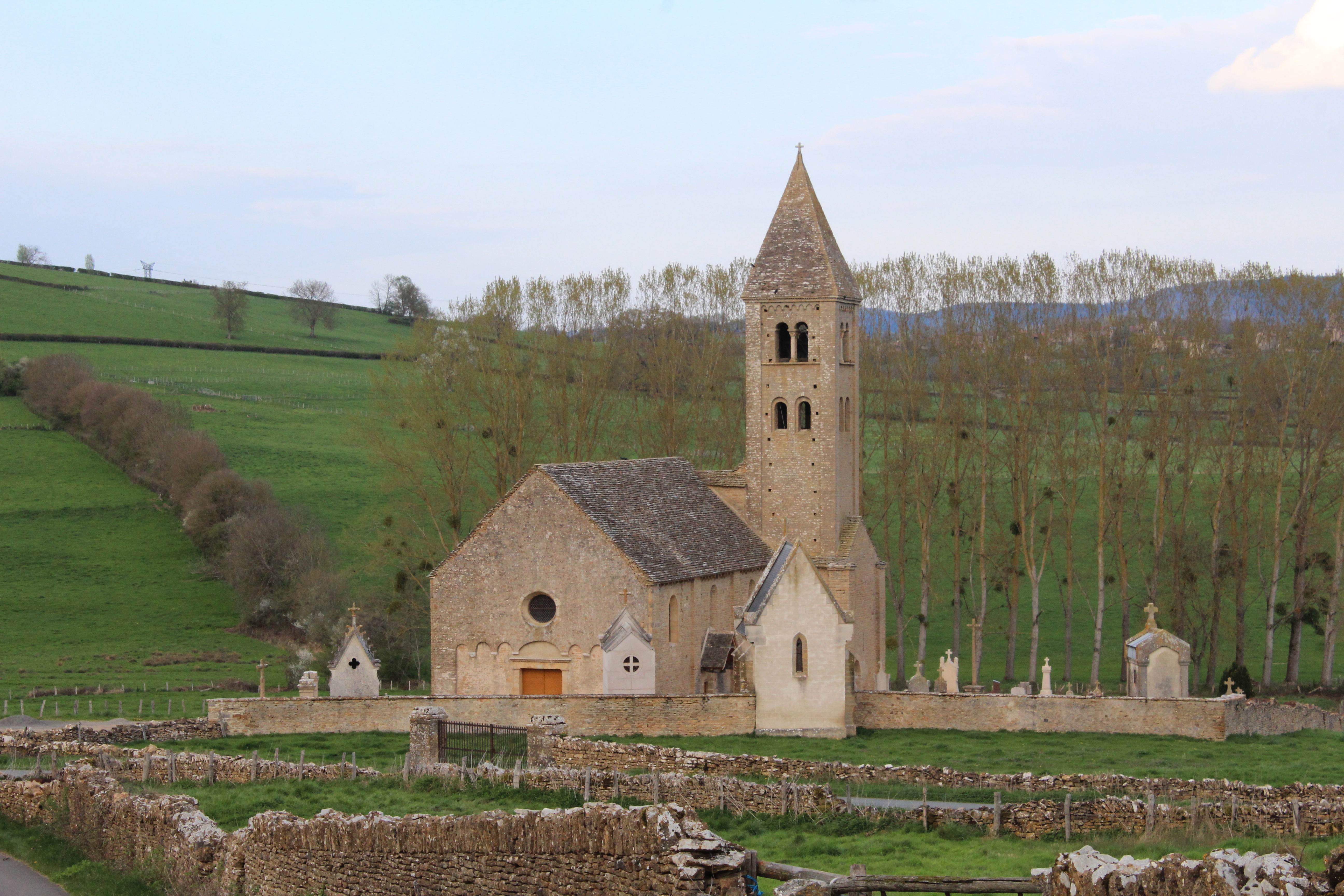
Église Saint-Blaise.

- l'église romane Saint-Blaise du XIe siècle, construite en calcaire doré et qui fut le centre de l'habitat du vallon jusqu'au XIIIe siècle (édifice dont l'une des particularités est le clocher, à la silhouette élégante, placé latéralement, reconstruit au XIIe siècle du côté sud de l'édifice)[20] ;
- un ancien doyenné de l'abbaye de Cluny du XIIIe siècle (chapelle, salle équipée de deux cheminées monumentales, etc.) et la prison des moines noirs (privé)[21] ;
- le prieuré des Moines ;
- un menhir (pierre levée) d'origine celte ou franque, d'environ 2 mètres de haut se trouvant sur les hauteurs du village (une croix en fer a été placée à son sommet) ;
- le Carmel de la Paix, couvent de religieuses appartenant à l'Ordre du Carmel, réalisation (inscrite au titre des Monuments historiques en 2013[22]) de l'architecte catalan Josep Lluís Sert (1968-1972), ancien assistant de Le Corbusier[23].

## Personnalités liées à la commune
- Gilbert Bruys de Charly (15 septembre 1744 - Mazille (Saône-et-Loire) ✝ 6 août 1827 - Mazille), homme politique français sous la Révolution française et le Premier Empire.
- Michel Bouillot (né à Chalon-sur-Saône le 24 mars 1929 et décédé à Cluny le 29 janvier 2007), érudit qui se passionna pour le patrimoine de la Bourgogne du Sud (notamment son « petit patrimoine rural » et ses églises romanes), habita à Mazille (au hameau des Varennes) et y est enterré[24].

## Pour approfondir